# República da Nova Áfrika

A bandeira da República da Nova Áfrika

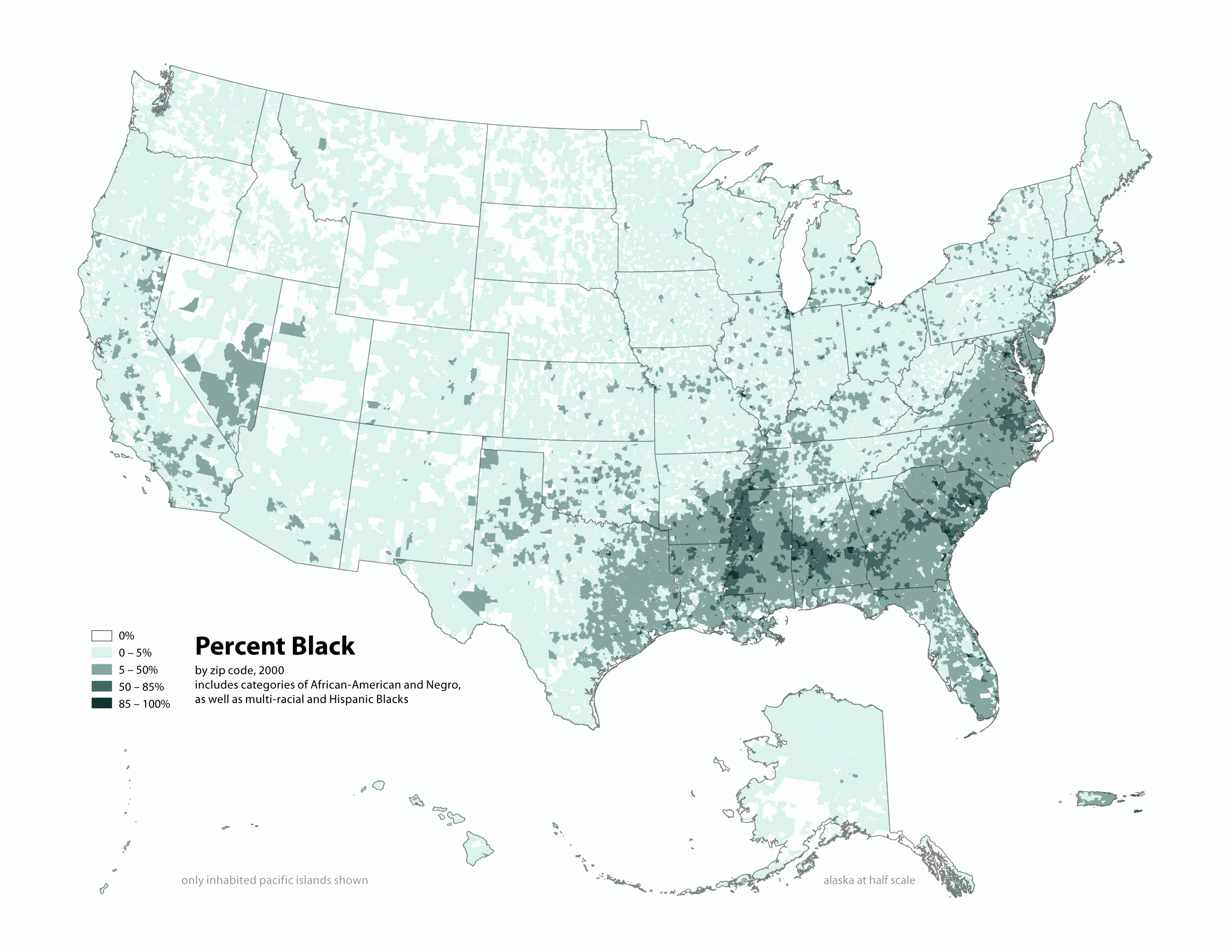
O território proposto é concentrado em áreas onde a maior porcentagem da população classificada como negra vive nos Estados Unidos (2000).

A República da Nova Áfrika (RNA), fundada em 1968 como a República da Nova África (RNA), é uma organização do nacionalismo negro e movimento do separatismo negro popularizada por grupos combatentes da libertação negra nos Estados Unidos. O grande movimento Nova Áfrika em particular possui três objetivos:
- Criação de um país independente majoritariamente negro situado no região Sudeste, no coração de uma área de população majoritariamente negra.
- Pagamento pelo governo federal de bilhões de dólares em reparação aos afro-americanos descendentes de escravos pelos danos causados nos africanos e seus descendentes pela escravidão fiduciária, leis Jim Crow, e formas modernas de racismo.
- Um referendo de todos os afro-americanos para determinar seus desejos por cidadania; líderes do movimento dizem que não puderam fazer uma escolha em relação a este assunto após a emancipação em 1865 em decorrência da Guerra Civil Norte-Americana.

A visão para este país foi promulgada primeiramente pela Sociedade Malcolm X no dia 31 de março de 1968, em uma Conferência do Governo Negro realizada em Detroit, Michigan. Os participantes da conferência redigiram uma constituição e declaração de independência. Seus proponentes reivindicam cinco estados do Sul: Louisiana, Mississippi, Alabama, Geórgia e Carolina do Sul; além dos condados majoritariamente negros adjacentes a esta área no Arkansas, Texas, Carolina do Norte, Tennessee e Flórida.

## História
A Conferência do Governo Negro foi convocada pela Sociedade Malcolm X e o Grupo de Liderança Avançada, duas organizações negras influentes sediadas em Detroit com amplo seguimento. Os participantes produziram uma Declaração de Independência (assinada por 100 conferentes de aproximadamente 500), uma constituição e a estrutura para um governo provisório. Robert F. Williams, um polêmico defensor dos direitos humanos que na época vivia exilado na China, foi escolhido como o primeiro presidente do governo provisório; o advogado Milton Henry (estudioso dos ensinamentos de Malcolm X) foi nomeado primeiro vice presidente; e Betty Shabazz, viúva de Malcolm, foi nomeada segunda vice presidente.
O Governo Provisório da República da Nova África (GP-RNA) defendia/defende uma forma de economia cooperativa através da construção de Novas Comunidades — nomeadas após o conceito de Ujamaa promovido pelo então presidente da Tanzânia, Julius Nyerere. O governo propunha a autodefesa militante através da construção de milícias locais e um exército permanente a ser chamado de Legião Negra; e a construção de organizações pautadas em raça para defender o direito a autodeterminação dos povos afrodescendentes.
A organização se envolveu em várias polêmicas. Por exemplo, tentou assistir a região de Oceanhill-Brownsville no Brooklyn a se separar dos Estados Unidos durante o conflito de 1968 sobre o controle das escola públicas. Adicionalmente, se envolveu em tiroteios na Igreja Batista New Bethel em 1969 e outro em Jackson, Mississippi, em 1971 (a organização havia anunciado que a capital da República seria no Condado de Hinds, Mississippi, localizada na fazenda de um dos membros). Nos confrontos, policiais foram mortos e feridos. Membros da organização foram condenados.
O FBI listou a República da Nova Áfrika como um grupo sedicioso devido à sua defesa da secessão. Foram realizados ataques em suas reuniões, o que levou a confrontos violentos. Certos líderes foram repetidamente presos e condenados. O grupo foi alvo da operação COINTELPRO do FBI, assim como ataques de unidades de inteligência policial da Polícia do Estado do Michigan e do Departamento de Polícia de Detroit, entre outras cidades.

## Membros notáveis
- Monster Kody, líder da gangue Eight Tray Crips, atualmente encarcerado na Prisão Estadual Centinela.
- Robert F. Williams foi um nacionalista negro eleito como o primeiro presidente da República da Nova Áfrika.[3]
- Milton Henry, também conhecido como "Brother Gaidi Obadele", foi um dos principais fundadores da República da Nova Áfrika. Foi eleito como o primeiro vice presidente da primeira administração em 1968.[3]
- Betty Shabazz, viúva de Malcolm X, foi eleita como segunda vice presidente da primeira administração em 1968, trabalhando junto com Williams e Henry.[3]
- Chokwe Lumumba, anteriormente Edwin Finley Taliaferro de Detroit, foi eleito como segundo vice presidente em 1971. Mais tarde se tornou advogado, trabalhando em defesa pública em Michigan e no Mississippi. Após se mudar para Jackson, Mississippi, foi eleito para o conselho da cidade lá. Foi eleito prefeito em 2013, morrendo no escritório em 2014 de causas naturais.

### Líderes
- Robert F. Williams, Presidente em Exílio (1968–1971)
- Imari Obadele, Presidente (1971–1991)
  - Dara Abubakari, Presidente em Exercício (1975–1980)
- Kwame Afoh (1994–2000)
- Demetri Marshall (2000–2002)
- Ukali Mwendo (2002–2005)
- Alvin H. Brown

## Publicações
- The Article Three Brief. 1973.
- Obadele, Imari Abubakari.  Foundations of the Black Nation, Detroit: House of Songay, 1975.
- Brother Imari [Obadele, Imari]. War In America: The Malcolm X Doctrine, Chicago: Ujamaa Distributors, 1977.
- Kehinde, Muata. RNA President Imari Obadele is Free After Years of Illegal U.S. Imprisonment.  In Burning Spear Louisville: African Peoples Socialist Party, 1980. pp. 4–28
- Obadele, Imari Abubakari.  The Malcolm Generation & Other Stories, Philadelphia: House of Songhay, 1982.
- Taifa, Nkechi, e Lumumba, Chokwe. Reparations Yes! 3rd ed.  Baton Rouge: House of Songhay, 1983, 1987, 1993.
- Obadele, Imari Abubakari. Free The Land!: The True Story of the Trials of the RNA-11  Washington, D.C. House of Songhay, 1984.
- New Afrikan State-Building in North America. Ann Arbor. Univ. of Michigan Microfilm, 1985, pp. 345–357.
- "The First New Afrikan States".  In The Black Collegian, Jan./Feb. 1986.
- A Beginner's Outline of the History of Afrikan People, 1st ed. Washington, D.C. House of Songhay, Commission for Positive Education, 1987.
- America The Nation-State. Washington, D.C. and Baton Rouge. House of Songhay, Commission for Positive Education, 1989, 1988.
- Walker, Kwaku, and Walker, Abena. Black Genius. Baton Rouge. House of Songhay, Commission for Positive Education, 1991.
- Afoh, Kwame, Lumumba, Chokwe, and Obafemi, Ahmed. A Brief History of the Black Struggle in America, With Obadele's Macro-Level Theory of Human Organization. Baton Rouge. House of Songhay, Commission for Positive Education, 1991.
- RNA. A People's Struggle. RNA, Box 90604, Washington, D.C. 20090-0604.
- The Republic of New Africa New Afrikan Ujamaa: The Economics of the Republic of New Africa. 21p. San Francisco. 1970.
- Obadele, Imari Abubakari.  The Struggle for Independence and Reparations from the United States 142p. Baton Rouge. House of Songhay, 2004.
- Obadele, Imari A., editor  De-Colonization U.S.A.: The Independence Struggle of the Black Nation in the United States Centering on the 1996 United Nations Petition 228p. Baton Rouge. The Malcolm Generation, 1997.

### Links da RNA
- Provisional Government – Republic of New Afrika (Official Web Site) (em inglês)
- The Republic of New Afrika (em inglês)
- New Afrika (Online Blog) (em inglês)

### Arquivos
- RNA documents in the Freedom Now! (em inglês) projeto da Universidade Brown – arquivos da Tougaloo College.
- The Republic of New Africa vs. the United States, 1967–1974 (em inglês), documentos sobre vigilância policial e repressão da RNA e protesto da organização em Radical Information Project.

### Artigos e reportagens
- Firing Line: The Republic of New Africa] William F. Buckley entrevista Milton Henry, Presidente da República da Nova Áfrika. Programa número 126. Filmado em 18 de novembro de 1968 (Cidade de Nova Iorque, Nova Iorque). 50 minutos.  Disponível na Hoover Institution.  Os primeiros cinco minutos podem ser acessados em streaming RealAudio.
- Understanding Covert Repressive Action: The Case of the US Government Against the Republic of New Africa por Christian Davenport, Professor de Estudos da Paz e Ciência Política no Instituto Kroc, Universidade de Notre Dame.
- The Real Republic of New Africa Por Dennis Smith, Diretor de Notícias. 3 de fevereiro de 2005. Acesso em 1 de abril de 2005